# Arthur Maia
Arthur Maia (Maceió, 13 oktober 1992 - La Unión, 28 november 2016) was een Braziliaans voetballer die als middenvelder speelde.

## Carrière
Maia begon zijn carrière in 2011 bij EC Vitória. In 2012 eindigde de club tweede in de Campeonato Brasileiro Série B en promoveerde de club naar de Campeonato Brasileiro Série A. Hierna kwam hij uit voor Joinville EC, CR Flamengo, Kawasaki Frontale en Chapecoense.